# Dianthus strictus subsp. multipunctatus
Dianthus strictus subsp. multipunctatus ist eine Unterart der Pflanzenart Dianthus strictus aus der Gattung der Nelken (Dianthus) innerhalb der Familie der Nelkengewächse (Caryophyllaceae).

## Beschreibung

### Vegetative Merkmale
Dianthus strictus subsp. multipunctatus ist ein Halbstrauch und erreicht Wuchshöhen von 30 bis 50 Zentimetern. Die Laubblätter sind flach, dünn und weisen keine hervortretenden Randnerven oder einen dicken Rand auf; ihr oberes Ende ist zugespitzt oder spitz.

### Generative Merkmale
Die Blütezeit reicht von Juni bis Juli.
Die zwittrige Blüte ist radiärsymmetrisch. Der 15 bis 18 Millimeter große Kelch ist fein warzig. Die Kelchzähne weisen einen purpurfarbenen Streifen auf. Der eiförmige, zugespitzte und breit häutige Außenkelch ist lediglich ein Drittel so lang. Die Kronblätter sind purpur- oder rosafarben und bärtig. Ihre Platte ist 10 Millimeter lang und grob gezähnt.

## Vorkommen
Dianthus strictus subsp. multipunctatus kommt im nordöstlichen Mittelmeerraum vor. Es gibt Fundortangaben für Griechenland (wahrscheinlich nicht auf dem Festland), Kreta und Inseln der Ägäis, den asiatischen Teil der Türkei, Ägypten mit der Sinaihalbinsel und das Gebiet von Palästina, Jordanien, Syrien sowie Libanon.
Dianthus strictus subsp. multipunctatus wächst auf Brachland, Rainen und steinigen Hängen.

## Taxonomie
Die Erstbeschreibung erfolgte 1824 unter dem Namen Dianthus multipunctatus durch Nicolas Charles Seringe in Augustin-Pyrame de Candolle: Prodromus Systematis Naturalis Regni Vegetabilis ..., Band 1, Seite 324. Den Rang einer Unterart Dianthus strictus subsp. multipunctatus (Ser.) Greuter & Burdet der Art Dianthus strictus Banks & Sol. hat sie 1982 durch Werner Rodolfo Greuter und Hervé Burdet in Willdenowia, Band 12, Seite 187 erhalten. Diesen Namen hatten sie von Paul Mouterde (1892–1972) übernommen, den dieser aber nicht publiziert hatte.